# 4-Diphosphocytidyl-2-C-méthylérythritol
Le 4-diphosphocytidyl-2-C-méthylérythritol, ou 4-cytidine-diphosphate-2-C-méthylérythritol (CDP-ME) est un intermédiaire de la voie du méthylérythritol phosphate (voie « non mévalonique ») de biosynthèse des isoprénoïdes.